# ورزشگاه فیلیپ دوم
تلکوم آرنا (مقدونی: Телеком арена) یک ورزشگاه چند منظوره در اسکوپیه، جمهوری مقدونیه است. در حال حاضر بیشتر برای مسابقات فوتبال و گاهی نیز برای کنسرت‌های موسیقی یا حوادث دیگر استفاده می‌شود، اما این ورزشگاه خانگی FK واردار و باشگاه فوتبال رابوتنیچکی از Skopje، که هر دو در مقدونی لیگ اول رقابت دارند و همچنین به عنوان ورزشگاه خانگی تیم ملی فوتبال مقدونیه در همه موارد (سالن دیگر به ندرت انتخاب بودن GOCE Delčev است ورزشگاه در Prilep را، یا SRC Biljanini Izvori در Ohrid). در روز ۳۰ ژوئن سال ۲۰۱۵ یوفا اعلام کرد که ورزشگاه ملی فیلیپ دوم مقدونیه برگزار خواهد شد.

## بازسازی و گسترش
این پروژه برای موضع جنوبی در سال ۱۹۷۷ توسط معماران دراگان Krstev و Todorka Mavkova از Beton طراحی شده‌است. ساخت و ساز ورزشگاه در شکل فعلی آن در سال ۱۹۷۸ آغاز شد، با ساخت غرفه‌های جنوبی که به مدت دو سال به پایان برساند. بازسازی و توسعه پس از تأخیری طولانی در اجرای پروژه در ژانویه ۲۰۰۸. آغاز شده و ساخت و ساز از یک پایه جدید در شمال در ماه اوت ۲۰۰۹ به پایان رسید و در حال استفاده در تاریخ ۲ اوت سال ۲۰۰۹، تعطیلات مقدونی ملی «ایلیندن» قرار داده شد. ده روز بعد، در ۱۲ اوت، تیم ملی فوتبال مقدونیه یک بازی دوستانه داشت و پس از آن قهرمان جهان اسپانیا، به عنوان بخشی از سالگرد ۱۰۰ سال از فوتبال در مقدونیه بود. بازسازی موضع جنوب آغاز شده در سال ۲۰۰۹، که به بهره‌برداری در ۳۰ ژوئیه همان سال برای بازی بین باشگاه فوتبال رابوتنیچکی و باشگاه لیورپول قرار گرفت. به مدت کمی و سریعاً ساخت و ساز غرفه جدید غربی و شرقی آغاز شد. در اواسط ژوئیه ۲۰۱۲، اکثریت از ورزشگاه با بازسازی زمین‌های جدید و آهنگ‌های ورزشی تکمیل شد. در ۲۵ ژوئیه سال ۲۰۱۲، FK واردار در دور مقدماتی ۲ از لیگ قهرمانان اروپا به دوباره بازکردن ورزشگاه بازی باته بوریسوف پرداخت. در نوامبر سال ۲۰۱۶، فیلیپ دوم آرنا به Telekom آرنا با توجه به شرایط حمایت با مکدنسکی تلکام تغییر نام داد.

## هزینه ساخت
از سال ۲۰۰۸، ورزشگاه حدود دو میلیارد دناری یا ۳۲ میلیون € سرمایه داشت. مرحله دوم، که در نوامبر ۲۰۱۱ آغاز شد، بازسازی برنامه‌ریزی شده از زمین و آهنگ‌های ورزشی است. آهنگ‌های ورزشی سراسر زمین، از ۶ منبع اصلی خواهد شد به ۸ آهنگ در حال اجرا گسترش و آن را به سطح مسیر پارچه‌ای پشمی استفاده کردند. کل هزینه برای این مرحله ۳٫۵ میلیون € شد. تا سال ۲۰۱۳ با تکمیل نما روشن بیرونی جدید به پایان رسید. هزینه ساخت و ساز در کل برای تمام اقدامات مربوط به ورزشگاه در دوره ۲۰۰۸–۲۰۱۳ بیش از ۶۰ میلیون یورو € برآورد شده‌است.

## نگارخانه

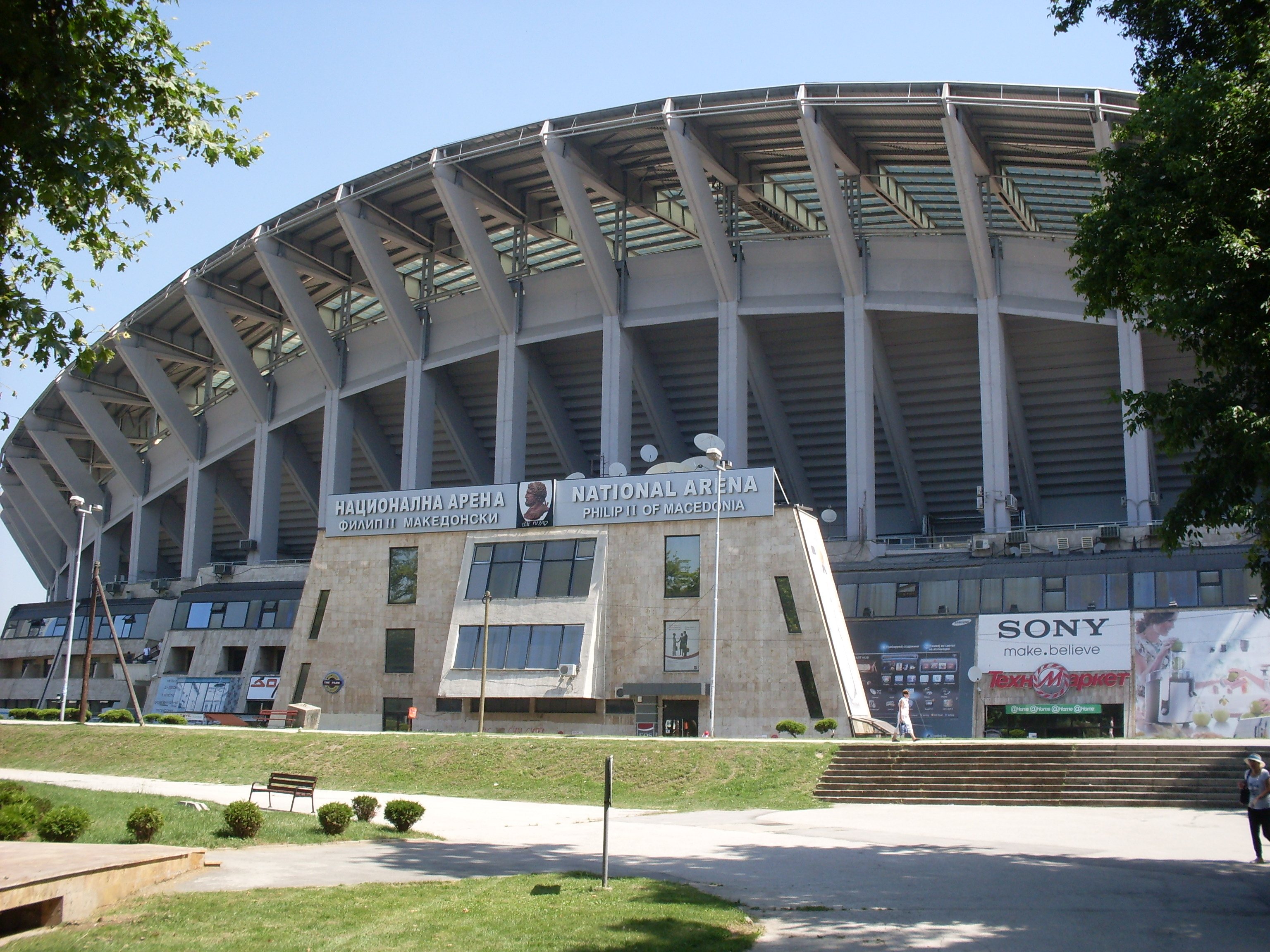
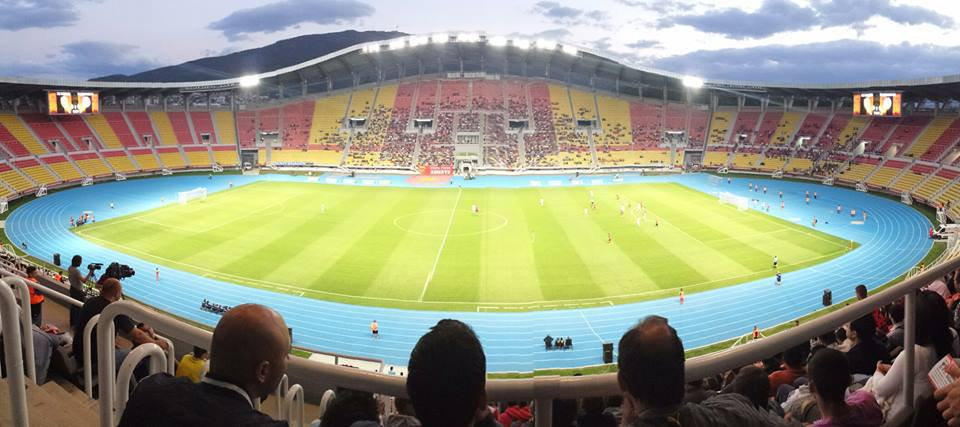
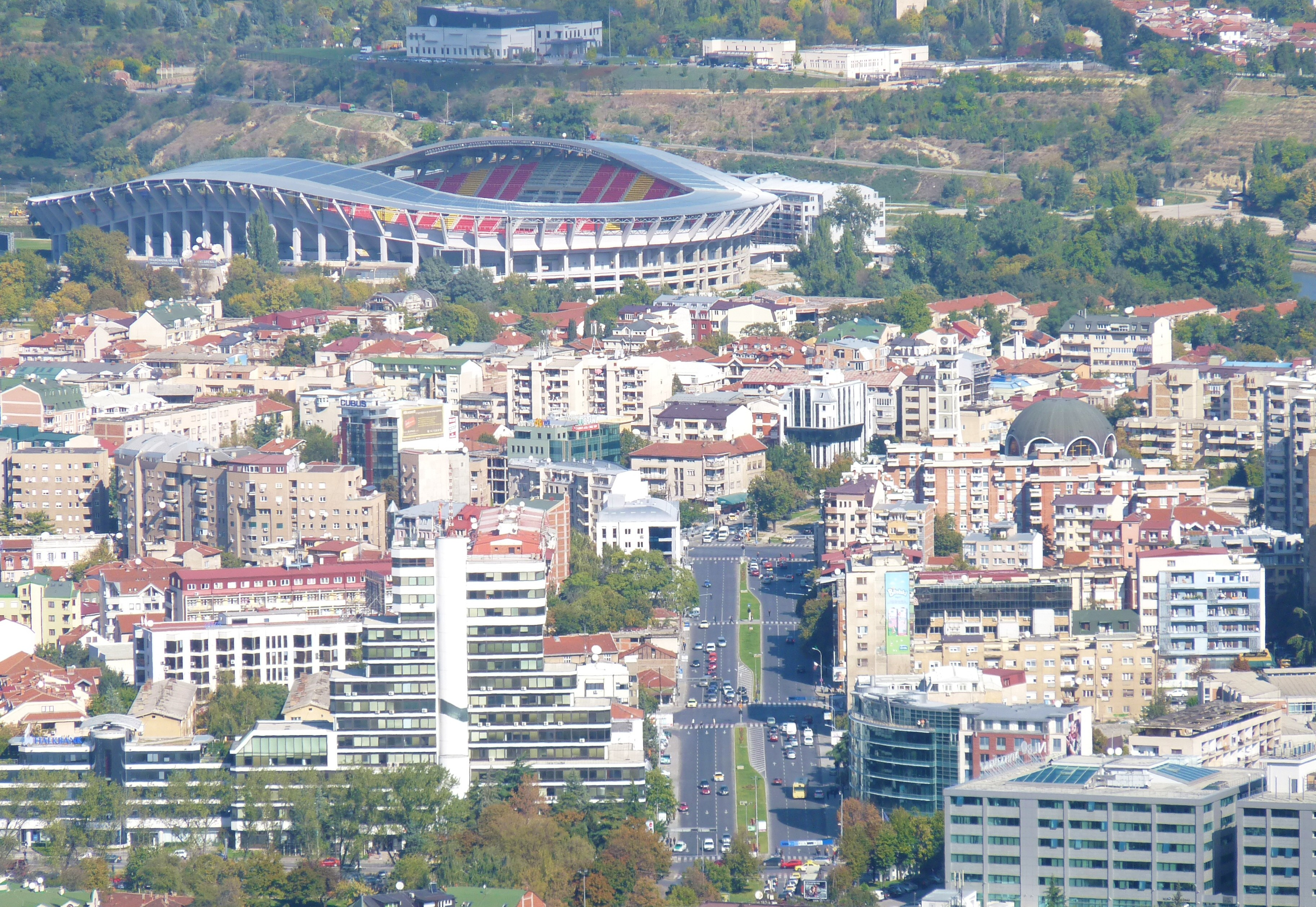